# Ricardo Salinas Pliego

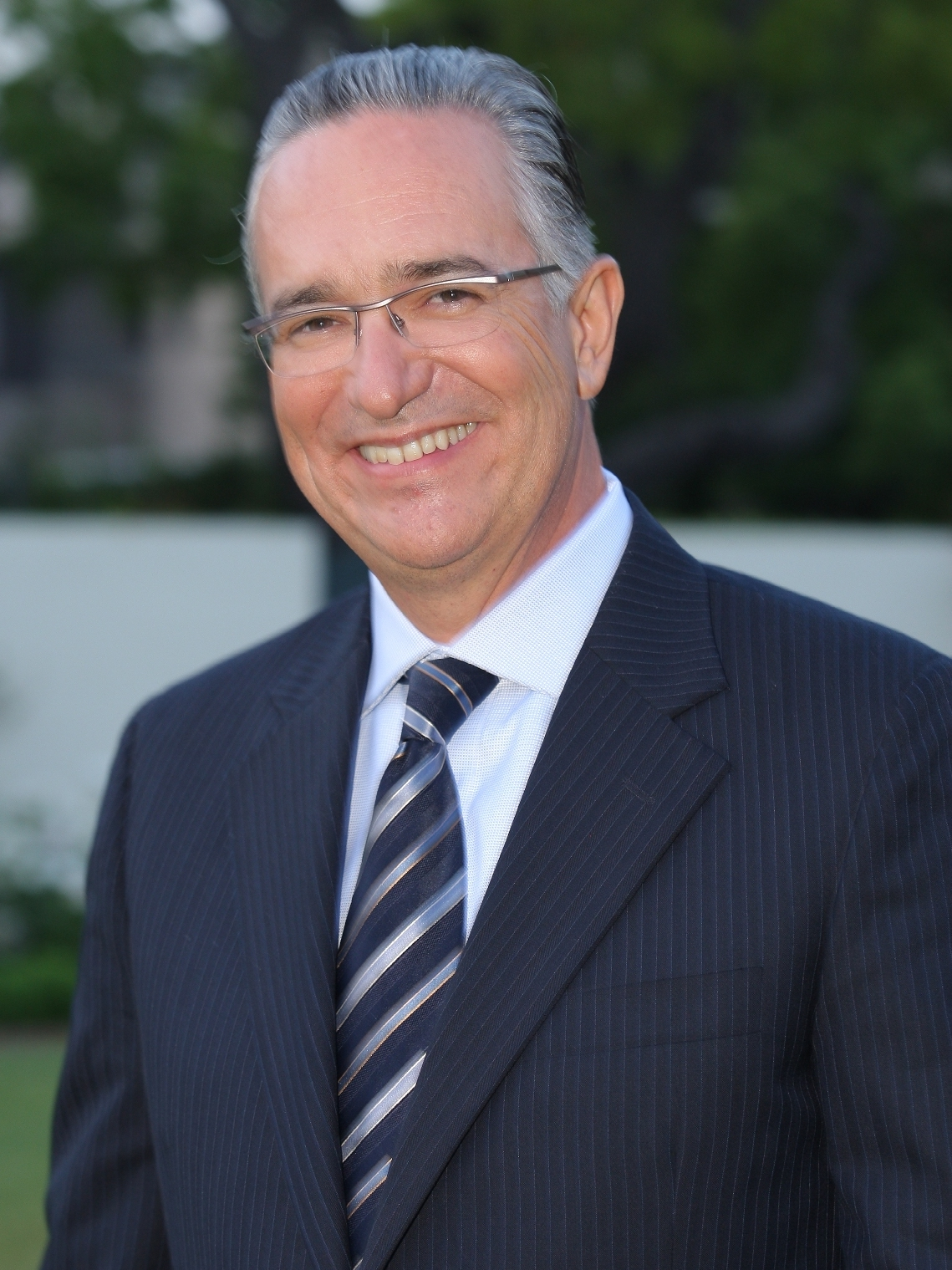
Ricardo Salinas Pliego

Ricardo Benjamín Salinas Pliego (* 19. Oktober 1955 in Mexiko-Stadt) ist ein mexikanischer Geschäftsmann, Gründer und Vorsitzender von Grupo Salinas, einer Unternehmensgruppe mit Beteiligungen in den Bereichen Telekommunikation, Media, Finanzdienstleistung und Einzelhandel.
Pliego leitet über die Grupo Salinas und die Grupo Elektra verschiedene Tochterunternehmen, unter anderem die mexikanischen Unternehmen TV Azteca, Elektra, Iusacell, Unefon und Banco Azteca.
Im März 2015 war Salinas die viertreichste Person in Mexiko und 168 der reichsten Personen der Welt mit einem geschätzten Reinvermögen von 8 Milliarden US-Dollar.

## Leben
Pliegos Eltern sind Hugo Salinas Price und Esther Pliego de Salinas. Pliego ist verheiratet und hat sechs Kinder. Nach Angaben des US-amerikanischen Forbes Magazine gehört Pliego zu den reichsten Mexikanern. Laut Forbes hat Pliego ein Gesamtvermögen von 12,8 Milliarden US-Dollar (Stand: April 2022).

## Unternehmertum
Ricardo Salinas Pliego ist ein Absolvent des ITESM. Nachdem er seinen Master of Business Administration (MBA) an der Tulane University in New Orleans gemacht hatte, wurde er 1981 Importmanager bei Grupo Elektra. Er erlebte die finanziellen Transaktionen, als sich das Unternehmen während der anhaltenden Währungskrise der 80er Jahre in einer schwierigen Finanzlage befand. Zwischen 1981 und 1986 experimentierte Salinas mit anderen Geschäftsmodellen, wie zum Beispiel einem Restaurant in Monterrey, Satellitenantennen und dem Verkauf von Kommunikationssystemen.
Im Jahr 1987 folgte Ricardo seinem Vater Hugo Salinas Price als Vorstandsvorsitzender von Grupo Elektra. Das Unternehmen begann als ein Familienunternehmen für Möbelbau mit dem Namen Salinas & Rocha, gegründet 1906 durch Salinas Urgroßvater Benjamin Salinas. 1950 gründete Hugo Salinas Rocha die Grupo Elektra. Als Ricardo Salinas dann 1987 Vorstandsvorsitzender wurde, spezialisierte sich das Unternehmen auf Haushaltgeräte, Elektronik und Möbel. Salinas entwickelte er einen neuen Verbrauchermarkt für Mexikos untere bis mittlere Einkommensgruppe, indem er Kreditkauf und weitere Finanzierungsmöglichkeiten anbot.
Grupo Elektra expandierte weiter und wurde zu Mexikos größter Finanzierungsgesellschaft für Konsumgüter. 2002 bekam das Unternehmen eine Banklizenz, die erste nach fast einem Jahrzehnt, die für ein mexikanisches Unternehmen bewilligt wurde. Die Strategie des Unternehmens war es, neue Märkte zu erschließen, indem es Kaufkraft bei Personengruppen schuf, die von anderen großen mexikanischen Unternehmen ignoriert wurden. So wurde die Banco Azteca geboren, welche gegenwärtig Zweigstellen in Mexiko, Panama, Guatemala, Honduras, Brasilien, Peru und El Salvador hat. Daraufhin erhielt die Grupo Elektra zwei Finanzlizenzen von der Regierung, um Seguros Azteca und Afore Azteca zu gründen.
Salinas ist auch Vorsitzender von TV Azteca, einer der zwei größten Produzenten von spanischsprachigen Fernsehsendungen. Er ist einer von nur zwei landesweiten Sendern in Mexiko und einer der profitabelsten Sender weltweit. Unter Salinas brach TV Azteca mit der erfolgreichen Privatisierung eines Medienpakets der mexikanischen Regierung das TV-Monopol im Land.
TV Azteca gründete im Jahr 2001 das Tochterunternehmen Azteca America, ein spanischsprachiges Rundfunknetzwerk, ausgerichtet auf die 50 Millionen Menschen mit hispanischem Hintergrund in den Vereinigten Staaten. Azteca America hat Partner in 70 Städten, einschließlich Los Angeles, New York City, Chicago, Miami und Houston. Das Netzwerk erreicht somit 89 % der hispanischen Population in den USA.
2003 kaufte Salinas Iusacell, die erste Mobilfunkfirma Mexikos. Vier Jahre später fusionierte er diese mit Unefon, eine andere Mobilfunkfirma, die Salinas 1999 gegründet hatte. Anfang 2015 verkaufte er Iusacell an AT&T.
Am 18. November 2008 wurde bekannt, dass Salinas 28 % des bankrotten amerikanischen Einzelhändlers Circuit City gekauft hatte. Letztendlich verlor Salinas 41 Millionen USD durch seinen Anteil an Circuit City, nachdem seine Bemühungen, Schulden bei Lieferanten umzustrukturieren, scheiterten und er seine Pläne aufgab, das Unternehmen zu kaufen.
Im Jahr 2012 erwarb die Grupo Elektra die Firma Advance America, ein amerikanisches Unternehmen für Kredite mir kurzer Laufzeit. Außerdem wurde Punto Casa de Bolsa gegründet. Grupo betreibt mehr als 6.000 Verkaufsstellen in Mexiko, den USA, Guatemala, Honduras, Peru, Panama, El Salvador und Brasilien.
Salinas war Teilnehmer beim Weltwirtschaftsforum, The Economist Roundtable on Mexico, Young Presidents' Organization, UCLA, The Institute of the Americas, Harvard Business School und TED.
Er schreibt er in der spanischen Newsweek, in La Opinión, der Huffington Post und der mexikanischen Presse. Salinas war der erste Mexikaner, der in das Kuratorium des Aspen Institut berufen wurde.

## Als Philanthrop
Im Jahr 1997 gründete Salinas die gemeinnützige soziale Stiftung Fundación Azteca, die Kampagnen im Bereich Gesundheit, Bildung und Umweltschutz durchführt. Fundación Azteca finanziert und unterstützt dabei andere Stiftungen. 2005 gründete Salinas die Fundación Azteca America mit dem Ziel, die Lebensqualität der hispanischen Gemeinschaft in den USA zu verbessern, indem sie landesweit Spender mit hispanischen Stiftungen verbindet.
Im  April 2021 wurde das Ricardo B. Salinas Pliego Center eingeweiht zur Entwicklung von Ideen zur Umgestaltung Mexikos in den Bereichen Freiheit, Rechtsstaatlichkeit, Bildung, Leadership, Kunst und Kultur, Innovation und Unternehmertum.

## Kontroversen
Salinas war in mehrere politische und finanzielle Skandale verwickelt. Gegen ihn ermittelte die amerikanische Securities and Exchange Commission (SEC) und der mexikanischen Comisión Nacional Bancaria y de Valores. Er wurde mit dem ehemaligen Präsidenten Carlos Salinas de Gortari in Verbindung gebracht. Im Januar 2005 wurde Salinas von der amerikanischen Securities and Exchange Comission unter Anklage gestellt. Salinas wurde vorgeworfen, seine Beteiligung an einer Serie von Transaktionen, bei denen er persönlich mit 109 Millionen US-Dollar profitiert hatte, über Scheinfirmen verschleiert zu haben. Die Vorwürfe des der SEC unterstellten Salinas auch, dass er und Pedro Padilla Longoria Aktien von TV Azteca im Wert von mehreren Millionen US-Dollar verkauften, während Salinas Insichgeschäfte vor dem Markt geheim gehalten wurden. Diese Kontroverse wurde im September 2006 beigelegt, indem Salinas 7,5 Millionen US-Dollar zahlte, ohne sich schuldig zu bekennen. Als Teil des Deals, war es Salinas für einen Zeitraum von 5 Jahren verboten, als leitender Angestellter oder Direktor eines Unternehmens in den USA tätig zu sein.